# Società Sportiva Dilettantistica S.E.F. Torres 1903 2012-2013
Questa voce raccoglie le informazioni riguardanti la Società Sportiva Dilettantistica S.E.F. Torres 1903 nelle competizioni ufficiali della stagione 2012-2013.

## Risultati

### Serie D

#### Poule scudetto
| Sassari 12 maggio 2013, ore 15:00 Turno preliminare - Giornata 1 | Torres          | 0 – 0 | Messina | Stadio Vanni Sanna\| Arbitro: \| Fourneau (Roma) \| |
| Arbitro:                                                         | Fourneau (Roma) |       |         |                                                     |

| Arbitro: | Cipriani (Empoli) |

|             |           |            |
| Mattera 42’ | Marcatori | 47’ Migoni |